# Камен Райдер W (Дабл) forever: AtoZ/Ґайя Меморі долі
«Камен Райдер W (Дабл) forever: AtoZ/Ґайя Меморі долі» (яп. 面ライダーＷ（ダブル） FOREVER AtoZ／運命のガイアメモリ, Камен Райда Дабуру Фоеба Е ту Зетто Унмеі но Ґая Меморі, «Їздець у масці В (Подвійний) назавжди: Від A до Z/Ґайя Пам'яті долі») — японський науково-фантастичний супергеройський токусацу-фільм і другий фільм, який базується на телесеріалі «Камен Райдер W». Він був зрежисований Коічі Сакамото та вийшов у японських кінотеатрах 7 серпня 2010 року. Це перший повнометражний 3-D фільм у франшизі «Камен Райдер». Згідно з традиціями фільмів франшизи епохи Хейсей, фільм вийшов подвійно разом з фільмом «Тенсоу Сентай Ґосейґер: Епічно на фільмі». «Камен Райдер W (Дабл) forever» розташовується між епізодами 44 і 45 серіалу і розповідає історію появи злочинної групи NEVER на чолі з Камен Райдером Етарналом, якого зіграв Міцуру Мацуока з групи SOPHIA. Серед інших гостьових акторів — Ґенкі Судо та Ая Суґімото. Також у цьому фільмі вперше з'явився Камен Райдер ООО.

## Сюжет
Злочинна група під назвою NEVER грабує вертоліт і за допомогою Ґайя Меморі перетворюється на Допантів. Їхній лідер Дайдо перетворюється на Камен Райдера Етарнала. Побачивши деяких Допантів, Філіп повідомляє про це Шотаро, і трансформувавшись в Камен Райдера W, і разом з Акселом вони боряться з ними. Марія, секретний агент, яка нагадує Філіпу Шроуд, розповідає їм про групу, і пізніше Філіп відвідує її. Трохи згодом Шотаро знову зустрічає деяких із терористів, однак йому допомагає таємничий зелений Допант.
Через деякий час, Марія просить Філіпа передати їй всі Ґайя Меморі, які були знайдені по місту після атаки гелікоптера. Однак це виявляється пасткою терористів. Шотаро та Філіп трансформуються та б'ються з Камен Райдером Етарналом. Він виявляється сильнішим за них. Пізніше Філіп знову відвідує Марію, і та виявляється матір'ю Дайдо. Вони захоплюють Філіпа, щоб здійснити свій план руйнування міста за допомогою його здібностей та Вежі Фууто.
Шотаро приходить рятувати Філіпа, і перетворюється на Камен Райдера Джокера. Він перемагає більшість Допантів. Філіп силою вимикає пристрій Дайдо, а Марія вводить своєму сину отруту, щоб зупинити його. Під час битви з Камен Райдером Етарналом та Допантом Люною, раптово з'являється Камен Райдер ООО і допомагає Даблу. Проте Етарнал поглинає енергію свого пристрою і стає ще могутнішим. За допомогою раптового шторму, Камен Райдер W підсилюється і врешті-решт перемагає Етарнала.

## В ролях
| Актор             | Роль               |
| ----------------- | ------------------ |
| Ренн Кіріяма      | Шотаро Хідарі      |
| Масакі Суда       | Філіп              |
| Хікару Ямамото    | Акіко Нарумі       |
| Мінехіро Кіномото | Рю Теруі           |
| Такеші Надаґі     | Мікіо Дзінно       |
| Шінґо Наґакава    | Шун Макура         |
| Зенносуке Фуккін  | Насубі Санта       |
| Томомі Ітано      | Квін               |
| Томомі Касаі      | Елізабет           |
| Мінорі Терада     | Рюбі Сонозакі      |
| Амі Намаі         | Саеко Сонозакі     |
| Рін Асука         | Вакана Сонозакі    |
| Міцуру Мацуока    | Кацумі Дайдо       |
| Ая Суґімото       | Марія С. Кранберрі |
| Ґенкі Судо        | Кьосуі Ізумі       |
| Мінасе Яшіро      | Рейка Ханехара     |
| Масаюкі Деаі      | Кен Ашихара        |
| Кодзі Накамура    | Ґозо Домото        |
| Цунекічі Такеока  | Табата             |
| Міка Куросава     | Курумі Сузумія     |
| Шіон Сато         | Ейта               |

## Прийом
Фільм був показаний на 460 театральних екранах по всій Японії: 273 2-D екранах, і 187 3-D екранах. У перший день прокату фільм зібрав приблизно $140 мільйонів і посів друге місце в прокаті. На вихідних фільм зібрав $331 179 000 і посів третє місце. Загалом було продано 251 270 квитків, з них 115 123 — для 3-D перегляду. На основі відгуків користувачів Yahoo Japan, оцінка фільму складає 4,1/5.